# إيزي و أوزي
إيزي وأوزي (بالألمانية: Isi & Ossi) هو فيلم كوميدي رومانسي ألماني لعام 2020 من إخراج وكتابة أوليفر كينل، من بطولة ليزا فيكاري وكريستينا هيكي وبيغا فيريدوني. تدور القصة حول ابنة الملياردير من هايدلبرغ، وتلعبها ليزا فيكاري، وملاكم يكافح من مانهايم, يلعبها دينيس موجين، وهما من نقيض الآخر، وتبدأ في البداية في التعارف للاستفادة من بعضها البعض.
تم إصداره في 14 فبراير 2020 بواسطة نتفليكس.

## إنتاج
تم تصوير الفيلم إيزي وأوزي في برلين وبادن فورتمبيرغ ومانهايم وهايدلبرغ في شهر واحد.

## وصلات خارجية
- إيزي و أوزي على موقع IMDb (الإنجليزية)
- إيزي و أوزي على موقع روتن توميتوز (الإنجليزية)
- إيزي و أوزي على موقع نتفليكس (الإنجليزية)
- إيزي و أوزي على موقع قاعدة بيانات الفيلم (الإنجليزية)
- إيزي و أوزي على موقع ليتربوكسد (الإنجليزية)
- إيزي و أوزي على موقع كينوبويسك (الروسية)